# Ворона (приток Хопра)
Воро́на — средняя река в Пензенской, Тамбовской и Воронежской областях России, правый приток Хопра (бассейн Дона).
В основе гидронима скорее всего лежит древнефинно-угорское слово вор, вур — «лес», ворайн (коми) — «лесная».

## География
Длина — 454 км, площадь водосборного бассейна — 13 200 км². Истоком реки являются родники на Керенско-Чембарской возвышенности (севернее села Веденяпино Пачелмского района Пензенской области). Правый берег низкий, левый — высокий. В долине реки лиственные леса, много озёр. Максимальная глубина реки — 4 м.
Около реки расположено несколько населённых пунктов, в том числе города Кирсанов (в 3 км), Чутановка, Уварово и в устье Борисоглебск.
В долине реки расположен Воронинский заповедник, созданный 12 августа 1994 года для охраны лесостепных экосистем России.

## Гидрология
Питание реки снеговое. Среднегодовой расход воды в устье — 41,5 м³/с. Ледостав с начала декабря по начало апреля.
| Средний расход воды (м³/с) реки Вороны по месяцам и за год с 1915 по 1985 гг. (замеры производились на гидрологическом посту в районе с. Чутановка) |

## Притоки
(указано расстояние от устья)
- 17 км: Чигорак (лв)
- 20 км: Большая Грибань (пр)
- 22 км: Богана (лв)
- 38 км: Малая Алабушка (пр)
- 48 км: Большая Алабушка (пр)
- 71 км: Исап (водоток Волочила)
- 126 км: ручей Подгорный
- 133 км: Подгорная (пр)
- 135 км: Шибряйка (лв)
- 139 км: Ржакса (пр)
- 149 км: без названия, в 4 км к ЮВ от с. Б. Ржакса
- 167 км: без названия, у с. Пущино
- 170 км: Мокрая Панда (пр)
- 214 км: Ржавка (пр)
- 216 км: Балыклей (лв)
- 236 км: Карай (лв)
- 267 км: Иноковка (Ноковка) (пр)
- 274 км: Вяжля (лв)
- 288 км: Калаис (пр)
- 332 км: Оржевка (лв)
- 335 км: Ира (пр)
- 354 км: Нюдевка (лв)
- 356 км: Карша (пр)
- 366 км: Мошля (пр)
- 368 км: Шумика (пр)
- 371 км: Ольшанка (лв)
- 382 км: Сюверня (лв)
- 392 км: Чембар (лв)
- 401 км: Поим (пр)
- 415 км: без названия, у с. Ушинка
- 418 км: Лещева, у с. Невежкино
- 430 км: Печелма (пр)
- 431 км: Ширка, в 1,5 км к СВ от с. Вязовка

## История
В XIII веке Ворона — пограничная река между Сарайской и Рязанской епархиями. При царе Петре I река использовалась для сплава мелких судов с продовольствием и людьми, и местного корабельного леса для строительства судов на юге.
Уваровская лесосплавная контора закрыта в 1935 году.

## Фауна
В Вороне водятся язь, голавль, жерех, щука, окунь, судак, стерлядь, линь, карась, сазан, ёрш, пескарь, сом, лещ, густера, краснопёрка, плотва, минога, чехонь, подуст и рыбец. В заводях селятся бобры, выхухоли, болотные черепахи. Обычны зимородок и серая цапля, болотный и полевой лунь, канюк и чёрный коршун, большая неясыть.